# Rejon putywelski
Rejon putywelski – jednostka administracyjna wchodząca w skład obwodu sumskiego Ukrainy.
Rejon utworzony w 1923, ma powierzchnię 1100 km². Siedzibą władz rejonu jest Putywl.
Na terenie rejonu znajdują się 1 miejska rada i 23 silskie rady, obejmujące w sumie 89 wsi i 3 osady.